# Vinesac
Vinezac és un municipi francès situat al departament de l'Ardecha i a la regió d'Alvèrnia-Roine-Alps. L'any 2007 tenia 1.144 habitants.

## Demografia

### Població
El 2007 la població de fet de Vinezac era de 1.144 persones. Hi havia 464 famílies de les quals 120 eren unipersonals (52 homes vivint sols i 68 dones vivint soles), 136 parelles sense fills, 176 parelles amb fills i 32 famílies monoparentals amb fills.
La població ha evolucionat segons el següent gràfic:
Habitants censats

### Habitatges
El 2007 hi havia 613 habitatges, 470 eren l'habitatge principal de la família, 134 eren segones residències i 9 estaven desocupats. 530 eren cases i 63 eren apartaments. Dels 470 habitatges principals, 331 estaven ocupats pels seus propietaris, 126 estaven llogats i ocupats pels llogaters i 13 estaven cedits a títol gratuït; 23 tenien una cambra, 29 en tenien dues, 76 en tenien tres, 143 en tenien quatre i 199 en tenien cinc o més. 363 habitatges disposaven pel capbaix d'una plaça de pàrquing. A 180 habitatges hi havia un automòbil i a 252 n'hi havia dos o més.

### Piràmide de població
La piràmide de població per edats i sexe el 2009 era:
| Homes | Edats   | Dones |
| ----- | ------- | ----- |
| 4     | 95 o +  | 0     |
| 0     | 90 a 94 | 4     |
| 12    | 85 a 89 | 12    |
| 4     | 80 a 84 | 4     |
| 24    | 75 a 79 | 20    |
| 20    | 70 a 74 | 36    |
| 12    | 65 a 69 | 12    |
| 24    | 60 a 64 | 28    |
| 48    | 55 a 59 | 28    |
| 40    | 50 a 54 | 48    |
| 40    | 45 a 49 | 36    |
| 44    | 40 a 44 | 44    |
| 24    | 35 a 39 | 24    |
| 24    | 30 a 34 | 32    |
| 4     | 25 a 29 | 28    |
| 24    | 20 a 24 | 16    |
| 40    | 15 a 19 | 40    |
| 16    | 10 a 14 | 56    |
| 28    | 5 a 9   | 12    |
| 16    | 0 a 4   | 8     |

## Economia
El 2007 la població en edat de treballar era de 746 persones, 539 eren actives i 207 eren inactives. De les 539 persones actives 491 estaven ocupades (254 homes i 237 dones) i 48 estaven aturades (25 homes i 23 dones). De les 207 persones inactives 80 estaven jubilades, 71 estaven estudiant i 56 estaven classificades com a «altres inactius».

### Ingressos
El 2009 a Vinezac hi havia 464 unitats fiscals que integraven 1.194,5 persones, la mediana anual d'ingressos fiscals per persona era de 16.886 €.

### Activitats econòmiques
Dels 48 establiments que hi havia el 2007, 2 eren d'empreses alimentàries, 2 d'empreses de fabricació de material elèctric, 8 d'empreses de construcció, 15 d'empreses de comerç i reparació d'automòbils, 1 d'una empresa de transport, 6 d'empreses d'hostatgeria i restauració, 1 d'una empresa d'informació i comunicació, 3 d'empreses immobiliàries, 5 d'empreses de serveis, 3 d'entitats de l'administració pública i 2 d'empreses classificades com a «altres activitats de serveis».
Dels 12 establiments de servei als particulars que hi havia el 2009, 2 eren tallers de reparació d'automòbils i de material agrícola, 1 taller d'inspecció tècnica de vehicles, 1 paleta, 2 guixaires pintors, 1 fusteria, 1 electricista, 1 perruqueria i 3 restaurants.
Dels 4 establiments comercials que hi havia el 2009, 1 era una gran superfície de material de bricolatge, 1 una botiga de menys de 120 m², 1 una fleca i 1 una llibreria.
L'any 2000 a Vinezac hi havia 42 explotacions agrícoles que ocupaven un total de 204 hectàrees.

## Equipaments sanitaris i escolars
El 2009 hi havia una escola elemental.

## Poblacions properes
El següent diagrama mostra les poblacions més properes.